# Guaymas F.C.
El Club Guaymas Fútbol Club, más conocido como Guaymas FC es un equipo de fútbol que actualmente juega en la Tercera División de México. Fundado el 24 de octubre de 2018 en el Puerto de Guaymas. El club disputa sus partidos como local en el estadio Unidad Deportiva Julio Alfonso y sus colores tradicionales son el azul y el blanco. Tiene como sede el puerto de Guaymas.

## Temporadas
| Temporada  | División  | Posición                      |
| ---------- | --------- | ----------------------------- |
| 2018/2019  | 5.Tercera | 6° Grupo XIII                 |
| 2019/2020¹ | 5.Tercera | Grupo XIII                    |
| 2020/2021  | 5.Tercera | 5° Grupo XIII (Dieciseisavos) |
| 2021/2022  | 5.Tercera | 10° Grupo XVI                 |
| 2022/2023  | 5.Tercera | 11°. Grupo XVII               |

1: Torneo suspendido por pandemia COVID-19.